# Hadriaan van Nes
Hadriaan van Nes (Gorcum, 7 de agosto de 1942-9 de octubre de 2024) fue un deportista neerlandés que compitió en remo.

## Biografía
Participó en los Juegos Olímpicos de México 1968, obteniendo una medalla de plata en la prueba de dos con timonel. Ganó una medalla de oro en el Campeonato Mundial de Remo de 1966 y una medalla de bronce en el Campeonato Europeo de Remo de 1965.

## Palmarés internacional
| Juegos Olímpicos   | Juegos Olímpicos          | Juegos Olímpicos  | Juegos Olímpicos |
| Año                | Lugar                     | Medalla           | Prueba           |
| ------------------ | ------------------------- | ----------------- | ---------------- |
| 1968               | Ciudad de México (México) | Medalla de plata  | Dos con timonel  |
| Campeonato Mundial |                           |                   |                  |
| Año                | Lugar                     | Medalla           | Prueba           |
| 1966               | Bled (Yugoslavia)         | Medalla de oro    | Dos con timonel  |
| Campeonato Europeo |                           |                   |                  |
| Año                | Lugar                     | Medalla           | Prueba           |
| 1965               | Duisburgo (RFA)           | Medalla de bronce | Dos con timonel  |